# اچ‌ام‌اس دیتانی (کی۲۷۹)
اچ‌ام‌اس دیتانی (کی۲۷۹) (به انگلیسی: HMS Dittany (K279)) یک کشتی است که طول آن ۲۰۵ فوت (۶۲ متر) می‌باشد. این کشتی در سال ۱۹۴۲ ساخته شد.